# قنطيون إفريقي بورتي
قنطيون أفريقي بورتي (الاسم العلمي:Afrocanthium burttii) هو نوع من النباتات يتبع جنس القنطيون الأفريقي من الفصيلة الفوية.